# Psychoda longivirga
Psychoda longivirga är en tvåvingeart som beskrevs av Huang och Chen 1992. Psychoda longivirga ingår i släktet Psychoda och familjen fjärilsmyggor.
Artens utbredningsområde är Taiwan. Inga underarter finns listade i Catalogue of Life.